# Kampf der Geschlechter
Der Kampf der Geschlechter (engl. battle of the sexes) ist ein Problem aus der Spieltheorie und vertritt die Koordinationsspiele mit Verteilungskonflikt. Zwei Spieler wollen gemeinsam den Abend verbringen, vergessen aber, sich über den Ort zu einigen. Möglich ist entweder ein Fußballspiel oder ein Konzert. Beide Spieler müssen sich unabhängig voneinander entscheiden. Das Fußballspiel wird von dem Mann, das Konzert von der Frau präferiert. Das Spiel lässt sich auch in Extensivform darstellen.

## Bimatrix-Darstellung

### Gleichgewicht in reinen Strategien
Die Auszahlungs-Bimatrix für das symmetrische Spiel mit zwei Spielern {\displaystyle N=\{1,2\}} sieht folgendermaßen aus:
| Mann\Frau | Fußball | Konzert |
| --------- | ------- | ------- |
| Fußball   | (3, 1)  | (0, 0)  |
| Konzert   | (0, 0)  | (1, 3)  |

Die „Auszahlung“ des Mannes steht an erster Stelle, die der Frau an zweiter. Wenn die Frau ins Fußballstadion geht, wäre die beste Antwort des Mannes, auch dorthin zu gehen. Umgekehrt gilt das Gleiche, daher ist die linke obere Zelle ein Nash-Gleichgewicht. Analog verhält es sich mit der Konzerthalle. Es gibt also zwei Nash-Gleichgewichte in reinen Strategien {\displaystyle NGG=\{({\text{Fussball}},{\text{Fussball}}),({\text{Konzert}},{\text{Konzert}})\}}.
Das Problem dieses Spiels ist nun, dass es keine dominanten Strategien gibt. Wenn die beiden Spieler gleichzeitig ihre Lieblingsalternative wählen (Frau wählt Strategie Konzert, Mann wählt Strategie Fußball), kommt es zu überhaupt keinem Treffen, was für beide nicht optimal ist. Sie würden in diesem Fall doch lieber an den Ort gehen, den der jeweils andere bevorzugt – Hauptsache, sie sind zusammen. Wenn aber beide so denken und dem anderen entgegenkommen möchten, treffen sie sich wieder nicht.

### Gleichgewicht in gemischten Strategien
Da jedes endliche Spiel ein Nash-Gleichgewicht (möglicherweise eines in gemischten Strategien) besitzt, ist ein Ausweg des oben beschriebenen Problems, dass die Spieler per Zufall entscheiden (randomisieren), welchen Ort sie heute Abend aufsuchen werden. Dafür gibt es ein Gleichgewicht in gemischten Strategien. Es wird eine Von-Neumann-Morgenstern-Nutzenfunktion aufgestellt. Für den Nutzen des Mannes ergibt sich
{\displaystyle {\begin{aligned}U_{m}&=3\cdot F_{m}\cdot F_{f}+0\cdot F_{m}\cdot (1-F_{f})+0\cdot (1-F_{m})\cdot F_{f}+1\cdot (1-F_{m})\cdot (1-F_{f})\\&=3\cdot F_{m}\cdot F_{f}+1-F_{f}-F_{m}+F_{m}\cdot F_{f}\\&=1+4\cdot F_{m}\cdot F_{f}-F_{m}-F_{f}\end{aligned}}}
und für den Nutzen der Frau
{\displaystyle {\begin{aligned}U_{f}&=1\cdot F_{m}\cdot F_{f}+0\cdot F_{m}\cdot (1-F_{f})+0\cdot (1-F_{m})\cdot F_{f}+3\cdot (1-F_{m})\cdot (1-F_{f})\\&=F_{m}\cdot F_{f}+3-3\cdot F_{f}-3\cdot F_{m}+3\cdot F_{m}\cdot F_{f}\\&=3+4\cdot F_{m}\cdot F_{f}-3\cdot F_{f}-3\cdot F_{m}\end{aligned}}}
Hierbei ist {\displaystyle F_{f}} die Wahrscheinlichkeit, dass die Frau zum Fußball geht, und {\displaystyle F_{m}} die Wahrscheinlichkeit, dass der Mann zum Fußball geht. Wenn ein Spieler die dem Nashgleichgewicht in gemischten Strategien entsprechende randomisierte Strategie spielt, ist der andere Spieler indifferent zwischen den reinen Strategien, die er in diesem Nashgleichgewicht mit positiver Wahrscheinlichkeit spielt, d. h. jede dieser reinen Strategien bringt ihm den gleichen Erwartungsnutzen. Das lässt sich ausnutzen, um das Nashgleichgewicht zu berechnen. Es muss dann nämlich gelten:
{\displaystyle U_{m}=1+4\cdot 1\cdot F_{f}-1-F_{f}=1+4\cdot 0\cdot F_{f}-0-F_{f}}
{\displaystyle U_{f}=3+4\cdot F_{m}\cdot 1-3\cdot 1-3\cdot F_{m}=3+4\cdot F_{m}\cdot 0-3\cdot 0-3\cdot F_{m}}
Aus der ersten Gleichung folgt {\displaystyle F_{f}=0{,}25} und aus der zweiten {\displaystyle F_{m}=0{,}75}. Daraus folgt, dass beide in 25 % aller Fälle den Lieblingsort ihres Partners aufsuchen sollten.
Das Spiel Kampf der Geschlechter wird in der Regel für den Einstieg in die gemischten Strategien gewählt, weil es vergleichsweise einfach zu errechnen ist. Interessant werden die Prozentangaben für gemischte Strategien z. B. beim Tennis oder beim Elfmeterschießen (siehe Dixit/Nalebuff), wo es ebenfalls keine dominanten Strategien gibt, die Wiederholungsrate aber entsprechend hoch ist. Bei nichtsymmetrischer Bewertung entstehen andere, wenn auch prinzipiell ähnliche Ergebnisse.